# Puente nuevo de Camprodón
El puente Nuevo de Camprodón es un antiguo puente medieval sobre el río Ter que se encuentra en el municipio de Camprodón (Ripollés, provincia de Gerona, Cataluña, España). Fue declarado Bien Cultural de Interés Nacional y se encuentra incluido en el Inventario del Patrimonio Arquitectónico de Cataluña.
En 1976 fue declarado monumento histórico-artístico de carácter nacional,
por lo que es Bien de Interés Cultural con categoría de Monumento.

## Descripción
Puente de un solo arco, de piedra, de doble pendiente (denominado de lomo de asno), que está unido a una torre de defensa, donde está el antiguo portal de Cerdaña. Cerca de la torre hay una vuelta de arco rebajado que da paso a la calle de San Roque. El puente, cuya silueta constituye uno de los símbolos de la villa, fue restaurado en 1930, probablemente por Jeroni Martorell.

## Historia
El puente Nuevo de Camprodón se encuentra sobre el río Ter, justo después de su confluencia con el Ritort, que separa la Villa de Arriba (o núcleo centrado por el monasterio) de la Villa de Abajo. El puente fue construido con toda probabilidad entre 1196 y 1226, y rehecho en parte en el siglo XIV, para dar paso al camino de herradura que conducía a la Cerdaña.